# ClearType
ClearType – technologia wygładzania czcionek autorstwa Microsoft, polegająca na ich renderowaniu na poziomie subpikseli, a nie samych pikseli. W ten sposób uzyskuje się znacznie gładszy obraz pisma niż przy braku jakiegokolwiek wygładzania, jednocześnie zachowując większą ostrość czcionek niż przy użyciu wygładzania standardowego, polegającego na odpowiednim dopasowaniu kolorów w skali szarości na brzegach liter.

## Sposób działania
Każdy piksel w panelach LCD typowo składa się z 3 subpikseli: czerwonego, zielonego i niebieskiego. Jeśli monitor otrzyma informację, by zmienić kolor piksela odpowiadającego za wyświetlenie krawędzi znaku na przykład na kolor niebieski, zapali się tylko prawa część piksela, to znaczy niebieski subpiksel. Czerwony i zielony subpiksel pozostanie wyłączony, a więc uzyskana zostanie krawędź w dwóch trzecich piksela. Mimo że zapalony zostanie tylko niebieski subpiksel, ze względu na niedoskonałość ludzkiego wzroku dany znak będzie widoczny nadal w pożądanym kolorze. Dodatkowo piksele zapalane są stopniowo (zmienia się jasność ich subpikseli składowych), to znaczy przykładowo czerwony subpiksel może być zapalony w 25%, zielony w 50%, a niebieski w 75%, a to dodatkowo wygładza tekst.
Ponieważ na rynku istnieje wiele różnych typów ekranów, które używają różnych rozkładów subpikseli na powierzchni wyświetlacza, wymagane jest zróżnicowanie sposobów renderowania czcionek. Z tego względu technologia ClearType stosuje wiele odmiennych schematów, aby na konkretnym wyświetlaczu tekst był przedstawiany w najlepszy sposób. Dlatego też ważne jest, by przed jej użyciem odpowiednio ją skonfigurować, uzyskując optymalną jakość, jednocześnie dla używanego wyświetlacza, jak i dla subiektywnego odczucia jakości wyświetlanego tekstu.